# Stamhoppspindel
Stamhoppspindel (Salticus cingulatus) är en spindelart som först beskrevs av Georg Wolfgang Franz Panzer 1797.  Stamhoppspindel ingår i släktet Salticus och familjen hoppspindlar. Arten är reproducerande i Sverige. Inga underarter finns listade i Catalogue of Life.